# Ann-Christin Strack
Ann-Christin Strack (Gießen, 20 de diciembre de 1993) es una deportista alemana que compite en bobsleigh en la modalidad doble.
Ganó dos medallas de plata en el Campeonato Mundial de Bobsleigh, en los años 2019 y 2021, y tres medallas en el Campeonato Europeo de Bobsleigh entre los años 2018 y 2021.

## Palmarés internacional
| Campeonato Mundial | Campeonato Mundial    | Campeonato Mundial | Campeonato Mundial |
| Año                | Lugar                 | Medalla            | Prueba             |
| ------------------ | --------------------- | ------------------ | ------------------ |
| 2019               | Whistler (Canadá)     | Medalla de plata   | Doble              |
| 2021               | Altenberg (Alemania)  | Medalla de plata   | Doble              |
| Campeonato Europeo |                       |                    |                    |
| Año                | Lugar                 | Medalla            | Prueba             |
| 2018               | Igls (Austria)        | Medalla de bronce  | Doble              |
| 2019               | Königssee (Alemania)  | Medalla de plata   | Doble              |
| 2021               | Winterberg (Alemania) | Medalla de plata   | Doble              |